# Old Carthusians FC
Old Carthusians FC (celým názvem: Old Carthusians Football Club) je anglický amatérský fotbalový klub, který sídlí ve městě Godalming v nemetropolitním hrabství Surrey. Klub hraje v Arthurian League (není součástí anglického ligového systému), která je určena pro družstva nezávislých škol.
Své domácí zápasy odehrává klub na pozemcích nezávislé školy Charterhouse School.

## Získané trofeje
Zdroj: 
- FA Cup ( 1× )
  - 1880/81
- FA Amateur Cup ( 2× )
  - 1893/94, 1896/97
- Arthurian League ( 12× )
  - 1978/79, 1981/82, 1987/88, 2005/06, 2007/08, 2008/09, 2010/11, 2011/12, 2012/13, 2013/14, 2014/15, 2016/17
- Arthur Dunn Cup ( 27× )
  - 1902/03, 1903/04, 1904/05, 1905/06, 1907/08, 1909/10, 1920/21, 1921/22, 1922/23, 1935/36, 1937/39, 1946/47, 1948/49, 1950/51, 1953/54, 1961/62, 1976/77, 1981/82, 2000/01, 2005/06, 2007/08, 2008/09, 2010/11, 2012/13, 2013/14, 2014/15, 2016/17